# Parablennius sierraensis
Parablennius sierraensis es una especie de pez de la familia Blenniidae en el orden de los Perciformes.

## Distribución geográfica
Se encuentra desde Cabo Verde hasta Angola.